# Zygfryd Wieczorek
Zygfryd Wieczorek (ur. 28 listopada 1911 w Charlottenburgu, zm. 30 czerwca 1980 w Poznaniu) – polski malarz, grafik, wykładowca akademicki i organizator kultury.

## Życiorys
Ukończył poznańską Szkołę Sztuk Zdobniczych, a potem studiował jeszcze na warszawskiej Akademii Sztuk Pięknych (dyplom pedagogiczny otrzymał w pracowni Tadeusza Pruszkowskiego w 1939). Od 1935 pozostawał corocznie w składzie biskupińskiej ekspedycji wykopaliskowej (do 1939). Wykonywał rekonstrukcje dawnej osady techniką akwareli, w tym sceny z życia mieszkańców (m.in. Kobieta przy pracy na żarnach, czy Powracający z polowania). Sportretował też Józefa Kostrzewskiego. W 1948 uzyskał dyplom z malarstwa na warszawskiej ASP, w pracowni Felicjana Szczęsnego Kowarskiego. Był organizatorem Wydziału Kultury Prezydium Wojewódzkiej Rady Narodowej w Poznaniu, a także współtwórcą poznańskiego okręgu Związku Polskich Artystów Plastyków oraz członkiem grupy artystycznej 4F+R. Stworzył placówki wystawowe – Salon ZPAP i poznański oddział Centralnego Biura Wystaw Artystycznych (był jego kierownikiem od 1949 do 1954). Otrzymał pierwszą nagrodę w konkursie na projekt odznaki Towarzystwa Rozwoju Ziem Zachodnich. Był wykładowcą Poznańskiej Wyższej Szkoły Sztuk Plastycznych oraz Liceum Plastycznego na poznańskim Junikowie. Projektował ekslibrisy i drzeworyty.
Pochowano go na cmentarzu Górczyńskim w Poznaniu.
Jego prace znajdują się w Muzeum Narodowym w Poznaniu, Muzeum Warmii i Mazur w Olsztynie oraz Muzeum Uczelnianym ASP w Warszawie.

## Życie prywatne
Od początku lat 50. XX wieku był żonaty ze Stefanią Engelhardt (tłumaczką z języka angielskiego).